# Gradišče pri Vojniku
Gradišče pri Vojniku este o localitate din comuna Vojnik, Slovenia, cu o populație de 39 de locuitori.